# Zdzisława Gołko
Zdzisława Anna Gołko (ur. 26 października 1919 w Sanoku, zm. 20 czerwca 2007 w Chicago) – polska sanitariuszka i pielęgniarka. Przeszła z Armią Andersa z ZSRR do Wielkiej Brytanii.

## Życiorys
Zdzisława Inglot od 1938 roku do wybuchu II wojny światowej pracowała w Lubaczowie jako instruktorka Przysposobienia Wojskowego i wychowania fizycznego. 
1 września 1939 roku została przydzielona do Szpitala Powszechnego w Lubaczowie, jako siostra PCK, pracowała tam do 29 kwietnia 1940 roku. 28 czerwca tego roku została aresztowana przez NKWD i wraz z całą rodziną wywieziona w głąb Rosji, do Kraju Ałtajskiego. Została zwolniona z obozu pracy przymusowej, na podstawie układu Sikorski-Majski. Wstąpiła ochotniczo do Armii Andersa. W 1942 roku otrzymała przydział do szpitala w Kermine (obecnie Uzbekistan), jako „siostra”. W marcu 1942 roku została ewakuowana, wraz ze szpitalem z Krasnowodska (wtedy w ZSRR, dziś w zachodnim Turkmenistanie) do Pahlevi w ówczesnej Persji. Z Pahlevi została wysłana do Sarafand w Palestynie, do ATS Training Depot, na Kurs Komendantek (Cadre Course), od 22 czerwca 1942 do 18 lipca 1942 roku. Po ukończeniu tego kursu, w sierpniu 1942 roku została przydzielona do Szpitala Nr. 1 w Kirkuku (Irak). Następnie, wraz z tym szpitalem została przetransportowana do Al-Kantara (Egipt). W grudniu 1943 roku została ponownie przetransportowana za szpitalem do Włoch. Szpital Wojenny Nr. 5 został zakwaterowany w Casamassima koło Bari. Tu Zdzisława Inglot pracowała przy rannych żołnierzach. Po zdobyciu Monte Cassino i zakończeniu bitwy o Anconę została wysłana z transportem najciężej rannych żołnierzy, irlandzkim okrętem sanitarnym, z irlandzkimi lekarzami i pielęgniarkami, jako jedyna polska, „starsza siostra transportowa”. Okręt ten płynął z portu Toronto we Włoszech do portu Bristol w Anglii, a następnie rannych przetransportowano do Szpitala Wojennego Nr l w Taymouth Castle w Kenmore w hrabstwie Perthshire. Zdzisława – już wtedy – Gołko pracowała w szpitalu w Taymouth Castle do 10 kwietnia 1945 roku. Została zwolniona ze służby 11 kwietnia 1946 roku.
W 1951 roku wraz z mężem i synem wyemigrowała do Stanów Zjednoczonych, gdzie zdała egzamin pielęgniarski. Później pracowała jako higienistka w Sears Holdings.

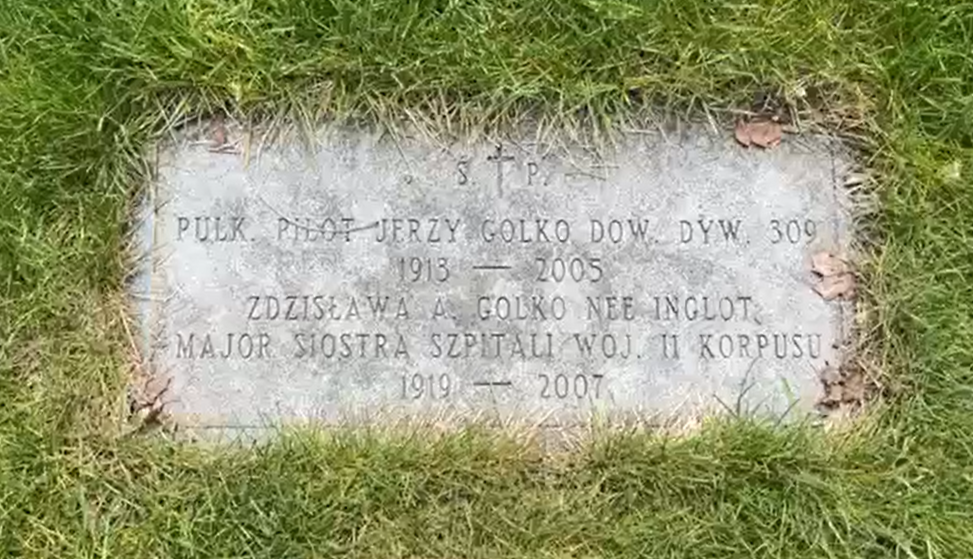
Grób Zdzisławy i Jerzego Gołków na cmentarzu Maryhill w Niles w aglomeracji Chicago

## Odznaczenia
- Krzyż Kampanii Wrześniowej (nr 3095, nadany w Londynie 15 sierpnia 1985 roku)
- Gwiazda za Wojnę 1939–1945 (Wielka Brytania)
- Gwiazda Italii (Wielka Brytania)
- Medal Wojny 1939–1945 (Wielka Brytania)
- Medal Obrony (Wielka Brytania)[1]

## Życie prywatne
Zdzisława Inglot była córką Władysława i Kingi z domu Drożdżak. Była starszą siostrą Przemysława, który również przeszedł szlak bojowy z Armią Andersa i za zdobycie wzgórza Monte Cassino otrzymał Krzyż Srebrny Orderu Wojennego Virtuti Militari.
Wyszła 18 lipca 1944 roku w Casamassima (Włochy) za Jerzego Gołko (1913–2005), z którym miała dwóch synów: Andrew (1945–2011) i Janusza (Johna) (ur. w 1952 roku).
Została pochowana, wraz z mężem, na cmentarzu Maryhill w Niles.